# Kämpbacka
Kämpbacka är en by i kommundelen Degerby i Ingå kommun, Nyland i Finland.